# John L. Jinks
John Leonard Jinks (* 21. Oktober 1929 in Stoke-on-Trent; † 6. Juni 1987) war ein britischer Genetiker und Hochschullehrer an der Universität Birmingham.
Jinks, dessen Vater ein kleines Unternehmen für Kohletransport hatte, studierte von 1947 bis 1950 Botanik an der Universität Birmingham mit einem Abschluss mit Bestnoten, was ihm den Sidgwick Memorial Prize einbrachte und ein dreijähriges Stipendium des Agricultural Research Council für Forschung in der neu eingerichteten Einheit für biometrische Genetik an der Universität Birmingham. Jinks verbrachte den Rest seiner Karriere an der Universität Birmingham und wurde Professor für Genetik (als Kollege von Kenneth Mather). Außerdem war er dort Dekan der Fakultät für Naturwissenschaften und Ingenieurswesen und Pro-Vizekanzler (Pro-Vice Chancelor). 1985 verließ er die Universität um Sekretär und stellvertretender Vorsitzender des Agricultural and Food Research Council in London.
Von ihm stammen Beiträge zur biometrischen Genetik (Quantitative Genetik), über die er mit Mather ein Standardwerk verfasste, das auch ins Deutsche, Polnische, Russische, Japanische und Niederländische übersetzt wurde, Extranukleäre Vererbung (zytoplasmische Vererbung) und Verhaltensgenetik.
1970 wurde er Fellow der Royal Society. Von 1981 bis 1984 war er Präsident der Genetics Society. Er war CBE.
1954 heiratete er die Botanikerin Diana Mary Williams, mit der er einen Sohn und eine Tochter hatte.

## Schriften
- Extrachromosomal Inheritance, Prentice-Hall 1964
  - Deutsche Übersetzung: Extrachromosomale Vererbung, Stuttgart: G. Fischer 1967
- mit Kenneth Mather: Biometrical Genetics: the study of continuous variation, 2. Auflage, London: Chapman and Hall 1971[1]